# Lokalt omhändertagande av dagvatten
Lokalt omhändertagande av dagvatten, LOD, innebär att dagvatten hanteras på den egna tomten, istället för att ledas ned i dagvattensystem eller avlopp.Lod kan avlasta kombinerade avloppssystem (där spill och dagvatten avleds tillsammans) och avloppsvattenreningsverk genom att mängden vatten i dessa minskas. Problem med kombinerade system och dagvatten kan annars vara att systemet behöver "bräddas" vid stora vattenflöden, dvs att vatten förs orenat direkt ut till recipienten för att undvika översvämningar.

En vanlig metod är att låta vatten perkolera ned genom en gräsmatta eller annan plantering. Växterna tar då också upp del av vattnet och en del av vattnet avdunstar genom evapotranspiration. Gröna tak kan också användas för lod. Andra metoder är genomsläpplig markbeläggning såsom permeabel asfalt, naturgrus eller singel, natursten med genomsläppliga fogar eller hålsten av betong. Dammar integrerade i närmiljön är en annan metod som också kan bidra till trivsamma utemiljöer 